# Tony y Anita
Tony y Anita, los ases del circo fue un cuaderno de aventuras, obra de los hermanos Quesada, que fue publicado en España por la valenciana Editorial Maga desde 1951 hasta 1958, y fue uno de los primeros éxitos de la editorial, y su segunda serie de mayor duración: 153 números ordinarios, cinco almanaques (1954, 1955, 1956, 1957 y 1958) y un extra.

## Trayectoria editorial
Los hermanos Pedro, guionista, y Miguel Quesada, dibujante, crearon Tony y Anita en 1951, poco después de la igualmente exitosa Pacho Dinamita. En un principio, los cuadernos eran autonconclusivos, pero pronto pasaron a desarrollar aventuras de continuará. Con su número 116, Miguel Quesada fue sustituido por Manuel Gago, quien se hizo cargo de la serie hasta su final.
Entre 1960 y 1962, se reeditaron sus primeros 81 números en lo que se denomina 2ª época de la colección.

## Argumento
La serie narra las aventuras de dos artistas circenses, el trapecista Tony y la ecuyere Anita a lo largo del mundo.

## Valoración
El investigador Pedro Porcel Torrens ha elogiado la imaginación de Pedro Quesada, su habilidad en la combinación de los tópicos del género y su sabia dosificación de la acción y la intriga, mientras que Paco Baena ha hecho lo propio con el trazo de su hermano, lleno de candidez.
Otros dos elementos que resultaban muy atractivos para los lectores, además de novedosos para la época, eran la ambientación circense y la presencia de una coprotagonista femenina.